# 55. Primetime Emmy-gála
Az 55. Primetime Emmy-gála során a 2001 és 2002 között főműsoridőben bemutatott, amerikai televíziós programokat értékelték. A jelölteket az Academy of Television Arts & Sciences választotta ki. A Los Angeles-i Shrine Auditoriumben tartott ceremóniát az Fox tűzte műsorra 2003. szeptember 21-én.

## Győztesek és jelöltek
A nyertesek félkövérrel jelölve.

### Műsorok
| Legjobb vígjátéksorozat | Legjobb drámasorozat |
| --- | --- |
| - Szeretünk Raymond (CBS) - Félig üres (HBO) - Jóbarátok (NBC) - Szex és New York (HBO) - Will és Grace (NBC)                                                                                      | - Az elnök emberei (NBC) - 24 (Fox) - CSI: A helyszínelők (CBS) - Sírhant művek (HBO) - Maffiózók (HBO) |
| Legjobb varieté szkeccssorozat | Legjobb különkiadás |
| - The Daily Show with Jon Stewart (Comedy Central) - Late Night with Conan O'Brien (NBC) - Late Show with David Letterman (CBS) - Saturday Night Live (NBC) - The Tonight Show with Jay Leno (NBC) | - Cher: The Farewell Tour (NBC) - 75. Oscar-gála (ABC) - Bruce Springsteen & the E Street Band (CBS) - Robin Williams: Live on Broadway (HBO) - Rolling Stones: Forty Licks World Tour Live at Madison Square Garden (HBO) |
| Legjobb tévéfilm | Legjobb minisorozat |
| - Házról házra (TNT) - Hajléktalanul a Harvardon (Lifetime) - Élőben Bagdadból (HBO) - Túlélők háza (HBO) - Meghasonlás (HBO)                                                                      | - Harmadik típusú emberrablások (SyFy) - Hitler – A sátán felemelkedése (CBS) - Napóleon (A&E) |
| Legjobb vetélkedő | |
| - Versenyfutás a világ körül (CBS) - 100 Years of Hope and Humor (NBC) - AFI's 100 Years... 100 Passions: America's Greatest Love Stories (CBS) - American Idol (Fox) - Survivor (CBS)             | |

### Színészek

#### Főszereplők
| Legjobb férfi főszereplő (vígjátéksorozat) | Legjobb női főszereplő (vígjátéksorozat) |
| --- | --- |
| - Tony Shalhoub – Monk – A flúgos nyomozó (Adrian Monk) (USA) - Larry David – Félig üres (Önmaga) (HBO) - Matt LeBlanc – Jóbarátok (Joey Tribbiani) (NBC) - Bernie Mac – The Bernie Mac Show (Bernie McCullough) (Fox) - Eric McCormack – Will és Grace (Will Truman) (NBC) - Ray Romano – Szeretünk Raymond (Ray Barone) (CBS) (Epizód: “Tanácsadás”) | - Debra Messing – Will és Grace (Grace Adler) (NBC) - Jennifer Aniston – Jóbarátok (Rachel Green) (NBC) - Patricia Heaton – Szeretünk Raymond (Debra Barone) (CBS) (Epizód: “Csomagok”) - Jane Kaczmarek – Már megint Malcolm (Lois) (Fox) (Epizód: “Baba”) - Sarah Jessica Parker – Szex és New York (Carrie Bradshaw) (HBO) |
| Legjobb férfi főszereplő (drámasorozat) | Legjobb női főszereplő (drámasorozat) |
| - James Gandolfini – Maffiózók (Tony Soprano) (HBO) - Michael Chiklis – The Shield – Kemény zsaruk (Vic Mackey) (FX) - Peter Krause – Sírhant művek (Nate Fisher) (HBO) - Martin Sheen – Az elnök emberei (Jed Bartlet) (NBC) - Kiefer Sutherland – 24 (Jack Bauer) (Fox)                                                                              | - Edie Falco – Maffiózók (Carmela Soprano) (HBO) - Frances Conroy – Sírhant művek (Ruth Fisher) (HBO) - Jennifer Garner – Alias (Sydney Bristow) (ABC) - Marg Helgenberger – CSI: A helyszínelők (Catherine Willows) (CBS) - Allison Janney – Az elnök emberei (C. J. Cregg) (NBC)                                            |
| Legjobb férfi főszereplő (minisorozat, antológiasorozat vagy tévéfilm) | Legjobb női főszereplő (minisorozat, antológiasorozat vagy tévéfilm) |
| - William H. Macy – Házról házra (Bill Porter) (TNT) - Brad Garrett – Gleason (Jackie Gleason) (CBS) - Paul Newman – Our Town (Színpadvezető) (Showtime) - Tom Wilkinson – Meghasonlás (Ruth "Roy" Applewood) (HBO) - James Woods – New York lángokban - A Rudy Giuliani-sztori (Rudolph W. Giuliani) (USA)                                            | - Maggie Smith – Túlélők háza (Emily Delahunty) (HBO) - Thora Birch – Hajléktalanul a Harvardon (Liz Murray) (Lifetime) - Helena Bonham Carter – Élőben Bagdadból (Ingrid Formanek) (HBO) - Jessica Lange – Meghasonlás (Irma Applewood) (HBO) - Helen Mirren – Tavasz Rómában (Karen Stone) (Showtime)                       |

#### Mellékszereplők
| Legjobb férfi mellékszereplő (vígjátéksorozat) | Legjobb női mellékszereplő (vígjátéksorozat) |
| --- | --- |
| - Brad Garrett – Szeretünk Raymond (Robert Barone) (CBS) (Epizódok: “Puszta formalitás” és “Robert esküvője”) - Peter Boyle – Szeretünk Raymond (Frank Barone) (CBS) (Epizódok: “Enyveskezű nagypapa” és “A lányos szülők”) - Bryan Cranston – Már megint Malcolm (Hal) (Fox) (Epizódok: “Malcolm tartja a száját” és “Nappali ellátás”) - Sean Hayes – Will és Grace (Jack McFarland) (NBC) - John Mahoney – Frasier – A dumagép (Martin Crane) (NBC) - David Hyde Pierce – Frasier – A dumagép (Dr. Niles Crane) (NBC) | - Doris Roberts – Szeretünk Raymond (Marie Barone) (CBS) (Epizódok: “Marie látása” és “Robert esküvője”) - Kim Cattrall – Szex és New York (Samantha Jones) (HBO) - Cheryl Hines – Félig üres (Cheryl David) (HBO) - Megan Mullally – Will és Grace (Karen Walker) (NBC) - Cynthia Nixon – Szex és New York (Miranda Hobbes) (HBO) |
| Legjobb férfi mellékszereplő (drámasorozat) | Legjobb női mellékszereplő (drámasorozat) |
| - Joe Pantoliano – Maffiózók (Ralph Cifaretto) (HBO) - Victor Garber – Alias (Jack Bristow) (ABC) - Michael Imperioli – Maffiózók (Christopher Moltisanti) (HBO) - John Spencer – Az elnök emberei (Leo McGarry) (NBC) - Bradley Whitford – Az elnök emberei (Josh Lyman) (NBC) | - Tyne Daly – Amynek ítélve (Maxine Gray) (CBS) - Lauren Ambrose – Sírhant művek (Claire Fisher) (HBO) - Stockard Channing – Az elnök emberei (Abbey Bartlet) (NBC) - Rachel Griffiths – Sírhant művek (Brenda Chenowith) (HBO) - Lena Olin – Alias (Irina Derevko) (ABC)                                                          |
| Legjobb férfi mellékszereplő (minisorozat, antológiasorozat vagy tévéfilm) | Legjobb női mellékszereplő (minisorozat, antológiasorozat vagy tévéfilm) |
| - Ben Gazzara – Pasifogó kísérletek (Nick Piccolo) (HBO) - Alan Arkin – A Pentagon-ügyirat (Harry Rowen) (FX) - Chris Cooper – Túlélők háza (Thomas Riversmith) (HBO) - John Malkovich – Napóleon (Charles-Maurice de Talleyrand-Périgord) (A&E) - Peter O’Toole – Hitler – A sátán felemelkedése (Paul von Hindenburg) (CBS) | - Gena Rowlands – Pasifogó kísérletek (Virginia Miller) (HBO) - Kathy Baker – Házról házra (Gladys) (TNT) - Anne Bancroft – Tavasz Rómában (Contessa) (Showtime) - Juliette Lewis – Pasifogó kísérletek (Beth Tocyznski) (HBO) - Helen Mirren – Házról házra (Irene Porter (TNT)                                                   |

#### Egyéb szereplők
| Legjobb egyedülálló alakítás varieté vagy zenés műsorban |
| --- |
| - Wayne Brady – Whose Line Is It Anyway? (ABC) - Dennis Miller – Dennis Miller: The Raw Feed (HBO) - Martin Short – Primetime Glick (Comedy Central) - Jon Stewart – The Daily Show with Jon Stewart (Comedy Central) - Robin Williams – Robin Williams: Live on Broadway (HBO) |

### Rendezők
| Legjobb rendező (vígjátéksorozat) | Legjobb rendező (drámasorozat) |
| --- | --- |
| - Félig üres (Epizód: "A rapper") – Robert B. Weide (HBO) - Félig üres (Epizód: "Mária, József, és Larry") – David Steinberg (HBO) - Félig üres (Epizód: "A poklok dadusa") – Larry Charles (HBO) - Félig üres (Epizód: "A külön részleg") – Bryan Gordon (HBO) - Szex és New York (Epizód: "Csak színjáték") – Michael Engler (HBO) - Will és Grace (Epizód: "24") – James Burrows (NBC) | - Az elnök emberei (Epizód: "Hatalomátadás") – Christopher Misiano (NBC) - 24 (Epizód: "10 és 11 óra között") – Ian Toynton (Fox) - Sírhant művek (Epizód: "Senki sem alszik") – Alan Poul (HBO) - Maffiózók (Epizód: "Tengerparti vityillo") – John Patterson (HBO) - Maffiózók (Epizód: "Gyújtogatás") – Tim Van Patten (HBO) |
| Legjobb rendező (varietésorozat) | Legjobb rendező (minisorozat, antológiasorozat vagy tévéfilm) |
| - 56. Tony-gála – Glenn Weiss (CBS) - 75. Oscar-gála – Louis J. Horvitz (ABC) - Bruce Springsteen & the E Street Band – Chris Hilson (CBS) - Late Show with David Letterman – Jerry Foley (CBS) - Saturday Night Live (Epizód: "Műsorvezető: Christopher Walken") – Beth McCarthy-Miller (NBC)                                                                                            | - Házról házra – Steven Schachter (TNT) - Élőben Bagdadból – Mick Jackson (HBO) - Túlélők háza – Richard Loncraine (HBO) - Tavasz Rómában – Robert Allan Ackerman (Showtime) - Soldier's Girl – Frank Pierson (Showtime) |

### Forgatókönyvírók
| Legjobb forgatókönyv (vígjátéksorozat) | Legjobb forgatókönyv (drámasorozat) |
| --- | --- |
| - Szeretünk Raymond (Epizód: "Csomagok") – Tucker Cawley (CBS) - The Bernie Mac Show (Epizód: "Goodbye, Dolly") – Steve Tompkins (Fox) - Szeretünk Raymond (Epizód: "Tanácsadás") – Mike Royce (CBS) - Lucky (Epizód: "Pilot") – Robb Cullen, Mark Cullen (FX) - Szex és New York (Epizód: "Csak színjáték") – Cindy Chupack, Michael Patrick King (HBO) | - Maffiózók (Epizód: "Tengerparti vityillo") – Robin Green, Mitchell Burgess, David Chase (HBO) - Sírhant művek (Epizód: "Alkonyat") – Craig Wright (HBO) - Maffiózók (Epizód: "Mi bántja a lelkedet?") – Terence Winter (HBO) - Maffiózók (Epizód: "Gyújtogatás") – Robin Green, Mitchell Burgess (HBO) - Az elnök emberei (Epizód: "Hatalomátadás") – Aaron Sorkin (NBC) |
| Legjobb forgatókönyv (varietésorozat) | Legjobb forgatókönyv (minisorozat vagy tévéfilm) |
| - The Daily Show with Jon Stewart (Comedy Central) - Late Night with Conan O'Brien (NBC) - Late Show with David Letterman (CBS) - Robin Williams: Live on Broadway (HBO) - Saturday Night Live (NBC) | - Házról házra – William H. Macy, Steven Schachter (TNT) - Pasifogó kísérletek – Laura Cahill (HBO) - Élőben Bagdadból – Robert Wiener, Richard Chapman, John Patrick Shanley, Timothy J. Sexton (HBO) - Túlélők háza – Hugh Whitemore (HBO) - Meghasonlás – Jane Anderson (HBO)                                                                                           |

## Műsorvezetők
A gálán az alábbi műsorvezetők működtek közre:
- David Schwimmer
- Matt LeBlanc
- Matthew Perry
- Kiefer Sutherland
- Jon Stewart
- Anthony LaPaglia
- Poppy Montgomery
- Alfre Woodard
- Charles S. Dutton
- Conan O’Brien
- Bryan Cranston
- Jane Kaczmarek
- Ellen DeGeneres
- Michael Chiklis
- Bernie Mac
- Christina Applegate
- Alicia Silverstone
- Rob Lowe
- Allison Janney
- Eric McCormack
- Debra Messing
- Dennis Miller
- Jeff Probst
- Ryan Seacrest
- Bonnie Hunt
- Sarah Jessica Parker
- George Lopez
- Jennifer Garner
- Victor Garber
- Edie Falco
- James Gandolfini
- Damon Wayans
- Ray Romano
- Martin Short
- Marg Helgenberger
- William Petersen
- Helen Mirren
- Ted Danson
- William H. Macy
- Mike Myers

## In Memoriam
A gála "in memoriam" szegmense az alábbi elhunyt személyekről emlékezett meg:
- Roone Arledge
- David Bloom
- Ben Brady
- David Brinkley
- Charles Bronson
- Nell Carter
- Johnny Cash
- James Coburn
- Jeff Corey
- Richard Crenna
- Hume Cronyn
- Buddy Ebsen
- Buddy Hackett
- Katharine Hepburn
- Gregory Hines
- Bob Hope
- Michael Jeter
- Bob Keene
- Bruce Paltrow
- Gregory Peck
- Peg Phillips
- John Ritter
- Fred Rogers
- Edgar Scherick
- Jack Smight
- Robert Stack
- Mike Stokey
- Lynne Thigpen

## Fordítás
- Ez a szócikk részben vagy egészben  a(z)   55th Primetime Emmy Awards című angol Wikipédia-szócikk fordításán alapul.  Az eredeti cikk szerkesztőit annak laptörténete sorolja fel. Ez a jelzés csupán a megfogalmazás eredetét és a szerzői jogokat jelzi, nem szolgál a cikkben szereplő információk forrásmegjelöléseként.